# Larry O'Brien (homme politique américain)
Pour les articles homonymes, voir Larry O'Brien.
 (septembre 2024).
Lawrence « Larry » Francis O'Brien, Jr., né le 7 juillet 1917 à Springfield (Massachusetts) et mort le 28 septembre 1990 à New York, est un homme politique américain. Membre du Parti démocrate, il est Postmaster General des États-Unis entre 1965 et 1968 dans l'administration du président Lyndon B. Johnson, président du Comité national démocrate entre 1968 et 1969 puis entre 1970 et 1972, et commissaire de la National Basketball Association (NBA) entre 1975 et 1984.

## Biographie

### Origines et carrière professionnelle
Fils d'immigrants irlandais, il décroche un diplôme de droit en 1942 à l'université du Nord-Est à Boston.
Il travaille dans le droit et les relations publiques.

### Carrière politique
Larry O'Brien apprend très jeune les arcanes de la politique, son père étant un leader local du Parti démocrate qui l'avait recruté à l'âge de 11 ans en tant que volontaire pour servir localement lors de la campagne présidentielle de Al Smith en 1928. Il devient un fervent démocrate.
Il est désigné en 1952 par John F. Kennedy comme directeur de campagne pour les élections sénatoriales au Massachusetts. Sa victoire est largement attribuée au recrutement de Larry O'Brien.
Il commence en 1959 à construire la fondation pour la campagne électorale du sénateur Kennedy pour l'élection présidentielle de 1960. Il est désigné en 1960 par le sénateur Kennedy pour devenir directeur de campagne. Il parvient à convaincre les votants que le catholicisme de Kennedy n'était pas un obstacle lors des élections primaires dans les États du Wisconsin et de Virginie-Occidentale. Il développe une nouvelle stratégie de campagne présidentielle pour le Parti démocrate, qui devint un standard pour l'ensemble des partis politiques.
Il est désigné en 1964 par le président Lyndon B. Johnson pour devenir directeur de campagne lors de l'élection présidentielle.
En 1968, il fut désigné par le vice-président Hubert Humphrey pour devenir à nouveau directeur de campagne au niveau national et par Howard Hughes pour devenir lobbyiste à Washington.
Considérant que les partis politiques sont nécessaires au processus politique américain, il est élu président en 1968 et 1970 par le Democratic National Comittee (DNC). Son bureau est la cible originelle des prémices du scandale du Watergate de 1972.

#### Au gouvernement
Son premier poste à Washington lui est confié par le républicain Foster Furcolo en 1948 pour être à Washington son assistant parlementaire. En 1960, il est désigné par le nouveau président Kennedy pour recruter le staff de son administration.
Il dirige durant les années de présidence de Kennedy les campagnes électorales du Parti démocrate.
Il reste à la Maison-Blanche après l'assassinat de Kennedy quand il est nommé en 1963 pour devenir à Washington l'assistant spécial de Lyndon B. Johnson pour les relations avec le Congrès. Il continue sa mission jusqu'en 1965.
Il devient en 1965 Postmaster General des États-Unis, présidant aux services postaux américains jusqu'en 1968 et à ce titre membre du cabinet présidentiel.
Le National Archives and Records Administration est baptisé Lawrence F. O'Brien Gallery en 2004 en sa mémoire.

### Sports
Larry O'Brien est désigné en 1975 par la National Basketball Association pour devenir commissaire ; il réussit la fusion avec l'American Basketball Association, négocie les accords de retransmission télévisées avec CBS, et vit les affluences aux matches augmenter. Il continue sa mission jusqu'en 1984. Le NBA Championship Trophy est rebaptisé en 1984 le « trophée Larry O'Brien » en honneur de ses services apportés au basket-ball.

#### Faits marquants de sa carrière NBA
- La ligue passe de 18 à 23 équipes sous O'Brien.
- Il négocie le plus important contrat TV de la NBA en (1982).
- Il amène la NBA sur le câble sur ESPN.
- Il négocie deux conventions collectives (1976) et (1983).
- Il négocie la fusion des équipes ABA : Denver, San Antonio, Indiana et des New York Nets avec la NBA
- Il introduit le cap salarial en NBA (1983).
- Les affluences dans les salles progressent de 10 millions de spectateurs durant son mandat.
- Les revenus de la billetterie doublent et les revenus provenant de la télévision triplent.
- Il établit un accord anti-drogue avec le syndicat des joueurs NBA (1983).
- La NBA adopte la ligne des 3-points (1979).

## Dans la culture populaire
En 2016, il est interprété par Tim Ransom dans le film LBJ de Rob Reiner.